# Fedorivka, Sarnî
Fedorivka (în ucraineană Федорівка) este un sat în comuna Vîrî din raionul Sarnî, regiunea Rivne, Ucraina.

## Demografie
Componența lingvistică a localității Fedorivka
     Ucraineană (99,56%)
     Alte limbi (0,44%)
Conform recensământului din 2001, majoritatea populației localității Fedorivka era vorbitoare de ucraineană (99,56%), existând în minoritate și vorbitori de alte limbi.